# Niamien Rodolph Amessan
Rodolph Niamen 'Christo' Amessan (sinh ngày 27 tháng 9 năm 1990) là một cầu thủ bóng đá người Bờ Biển Ngà thi đấu ở vị trí tiền vệ chạy cánh cho câu lạc bộ Bồ Đào Nha União de Leiria.